# لبیب محمود
لبیب محمود (انگلیسی: Labib Mahmoud؛ زادهٔ ۲۵ اوت ۱۹۰۷) یک بازیکن فوتبال اهل مصر است.

## تیم ملی
وی عضو تیم ملی فوتبال مصر در جام جهانی فوتبال ۱۹۳۴ بوده است.